# Distrito de Briceni
El distrito de Briceni es uno de los distritos (en rumano: raion) en el noroeste de Moldavia. 
Su centro administrativo (Oraş-reşedinţă) es la ciudad de Briceni. La otra ciudad principal es Lipcani. Según el censo 2014 su población era de 70 029 habitantes.

## Subdivisiones
Comprende 2 ciudades y 26 comunas. Criva es la comuna más occidental de la República de Moldavia.
Ciudades
- Briceni
- Lipcani

Comunas
- Balasinești
- Beleavinți
- Bălcăuți
- Berlinți
- Bogdănești
- Bulboaca
- Caracușenii Vechi
- Colicăuți
- Corjeuți
- Coteala
- Cotiujeni
- Criva
- Drepcăuți
- Grimăncăuți
- Halahora de Sus
- Hlina
- Larga
- Mărcăuți
- Medveja
- Mihăileni
- Pererita
- Șirăuți
- Slobozia-Șirăuți
- Tabani
- Tețcani
- Trebisăuți